# Казаково (Ивановская область)
Казако́во — деревня в составе Сакулинского сельского поселения Палехского района Ивановской области России.

## География
Деревня находится в центральной части Палехского района, на правом берегу речки Люлишки (Лелюшки).

## История
Согласно данным заведующей Палехским архивным отделом Светланы Леонидовны Беловой в конце XVI века в результате практики переселения донских казаков в среднюю Россию, где они «переверствовались» в звание детей боярских и становились низким провинциальным дворянством, группа донских казаков была подарена боярину Ивану Бутурлину, владевшему в то время Палехом и окрестными землями. Таким образом недалеко от его поместья в Палехе возник казацкий поместный надел Казаково.
В середине XIX века деревней владели дворяне Домашневы.
В 1859 году деревня упоминается как владельческое сельцо под названием Козаково.
В 1905 году деревня входила в состав Вареевской волости Вязниковского уезда Владимирской губернии.
В 1910 году в деревне было открыто земское начальное народное училище, в котором преподавали один законоучитель и две учительницы, имелась библиотека, обучалось 182 мальчика и 27 девочек.
В 20-е годы XX века в деревне действовала единая трудовая школа 1 ступени с 4-х летним курсом обучения, в которой обучались дети и из соседних деревень — Дубоколихи, Назарьева, Каменного. В 1926—27 годах при школе действовал школьный потребительский кооператив.

## Население
| 1859 | 1905 | 2010 |
| ---- | ---- | ---- |
| 179  | ↘178 | ↘6   |

Число дворов:
| Год    | 1859 | 1905 | 1967 | 1997 | 2000 | 2006 |
| Дворов | 20   | 30   | 30   | 10   | 4    | 2    |

## Достопримечательности
В деревне до сих пор сохранились останки дворянского дома, пруд, где хозяин пил чай за каменным столом (он находился в самом пруде), липовая аллея.

## Известные люди
В деревне родился русский художник Антон Иванович Иванов-Голубой.